# Najśmieszniejsze momenty świata
Najśmieszniejsze momenty świata – cykliczny program rozrywkowy emitowany od 7 marca do 9 maja 2009 r. i produkowany przez Polsat na licencji telewizji MyNetworkTV, w której realizowany jest pod tytułem The World's Funniest Moments.
W programie pokazywane były zabawne lub niezwykłe materiały filmowe ze Stanów Zjednoczonych oraz fragmenty nagrań, w których znane osoby oraz gwiazdy, zaliczali różnego rodzaju wpadki. Stałym elementem programu były sceny z udziałem Grzegorza Stasiaka i Andrzeja Mrozka.
Gospodarzem programu był Krzysztof Respondek.